# Pedro Paulo Koop
Dom Pedro Paulo Koop, MSC (Hillegom, Holanda, 4 de setembro de 1905 (119 anos) - Lins, 26 de março de 1988) foi um bispo católico da Diocese de Lins.